# Mike Harrington
Mike Harrington var medgrundare till datorspelsföretaget Valve Software (Nuvarande Valve Corporation) och huvudprogrammerare av datorspelet Half-Life.
Tidigare jobbade Harrington som datorspelsutvecklare på Dynamix och var med och utvecklade Windows NT på Microsoft. 1996 grundade han Valve tillsammans med Gabe Newell, en annan före detta Microsoftanställd. Han och Newell finansierade själva företaget under utvecklingen av Half-Life.
Half-Life kom att bli ett industrifenomen och satte en ny standard inom datorspelsutveckling och design. Spelet vann mer än 50 Game of the Year-utmärkelser och fick titeln "Best PC Game of All Time" Av PC Gamer.
Den 15 januari 2000, efter Half-Lifes succé, upplöste Harrington sitt partnerskap med Newell och lämnade Valve för att ta en förlängd semester med sin fru Monica.
Harrington återvände till mjukvaruindustrin år 2006 då han var med och grundade webbtjänsten Picnik, med vännen och tidigare kollegan Darrin Massena. Walt Mossberg på Wall Street Journal skrev om tjänsten i juli 2007, då Picnik fortfarande var under utveckling, och gav den ett gott betyg för möjligheterna att redigera bilder.